# كلية الطب الحكومية (الخليل)
كلية الطب الحكومية كلية جامعية حكومية مقرها مدينة الخليل، تتبع وزارة الصحة الفلسطينية. تطرح برامج أكاديمية على مستوى البكالوريوس في الطب البشري.

## النشأة
تأسست الكلية عام 2018، وهي تهدف إلى زيادة فرص وصول العديد من الطلبة لدراسة الطب في فلسطين التي أثبتت كليات الطب المعتمدة فيها جودة ونوعية عالية في مستوى خريجيها، كما سيقلل من عدد الطلبة الذين يغادرون أرض الوطن سعياً وراء التخصص بتكلفة مالية مرتفعة، الأمر الذي يثقل كاهل الأهالي.

## الرسالة والرؤية
تتمثل مهمة الكلية في تعليم الكادر الطبي والحفاظ على القوى العاملة الطبية ولكي تكون قادرة على تلبية احتياجات المرضى غير الملباة في فلسطين وخاصة في المناطق المهمشة، وتحسين صحة المرضى، وتعزيز تقديم الرعاية الصحية.

## الأهداف
تهدف الكلية إلى إعداد وتأهيل خريجين أكفاء كأطباء مميزين في الممارسة السريرية، والتدريس، والبحث العلمي، وخدمة المجتمع، وتلبية متطلبات الجودة للتعليم الطبي.